# Biathlon all'XI Festival olimpico invernale della gioventù europea
Le gare di biathlon all'XI Festival olimpico invernale della gioventù europea si sono svolte dal 19 al 22 febbraio 2013 all'Arena Cheile Grădiştei  di Fundata in Romania. In programma comprendeva cinque gare, due maschili, due femminili e la staffetta mista.

## Podi

### Ragazzi
| Evento                         | Oro               | Tempo   | Argento         | Tempo   | Bronzo        | Tempo   |
| 12,5 km individuale (dettagli) | Dominic Reiter    | 36'08"0 | Anthony Benoît  | 38'00"8 | Viktor Plicev | 38'27"9 |
| 7,5 kg km sprint (dettagli)    | Émilien Jacquelin | 21'11"3 | Lars-Erik Weick | 21'15"8 | Viktar Kryŭko | 21'17"7 |

### Ragazze
| Evento                       | Oro                | Tempo   | Argento               | Tempo   | Bronzo               | Tempo   |
| 10 km individuale (dettagli) | Marion Deigentesch | 31'32"1 | Gabrielė Leščinskaitė | 32'57"6 | Tuuli Tomingas       | 33'09"5 |
| 6 kg km sprint (dettagli)    | Kinga Mitoraj      | 19'11"7 | Dorottya Buzás        | 19'34"1 | Anastasija Merkušyna | 19'37"3 |

### Misti
| Evento                                 | Oro                                                                         | Tempo     | Argento                                                                | Tempo     | Bronzo                                                                | Tempo     |
| Staffetta 2x6 km + 2x7,5 km (dettagli) | Ucraina Anastasija Merkušyna Anastasija Nyčyporenko Anton Myhda Maksym Ivko | 1h26'15"1 | Germania Marion Deigentesch Anna Weidel Dominic Reiter Lars-Erik Weick | 1h26'16"6 | Austria Simone Kupfner Julia Schwaiger Patrick Wallinger Fabian Ulmer | 1h26'37"0 |

## Medagliere
| Pos.   | Paese       | Oro | Argento | Bronzo | Totale |
| ------ | ----------- | --- | ------- | ------ | ------ |
| 1      | Germania    | 2   | 2       | 0      | 4      |
| 2      | Francia     | 1   | 1       | 0      | 2      |
| 3      | Ucraina     | 1   | 0       | 1      | 2      |
| 4      | Polonia     | 1   | 0       | 0      | 1      |
| 5      | Lituania    | 0   | 1       | 0      | 1      |
| 5      | Romania     | 0   | 1       | 0      | 1      |
| 7      | Austria     | 0   | 0       | 1      | 1      |
| 7      | Bielorussia | 0   | 0       | 1      | 1      |
| 7      | Estonia     | 0   | 0       | 1      | 1      |
| 7      | Russia      | 0   | 0       | 1      | 1      |
| Totale | Totale      | 5   | 5       | 5      | 15     |